# Isla Dundee
La isla Dundee es una isla de la Antártida, situada al este del extremo nororiental de la península Antártica y al sur de la isla Joinville en el archipiélago de Joinville.
La isla está completamente cubierta por el hielo y mide 14 millas de largo de este a oeste y 11 millas de ancho, alcanzando su mayor altura los 600 metros.
El marino británico James Clark Ross la había visto en su expedición antártica (1839-1843), pero sin reconocer su carácter de isla. El 8 de enero de 1893, fue reconocida como una isla por el capitán Thomas Robertson, de una expedición ballenera de Dundee, Escocia, de donde zarpó su barco junto a otras tres naves.

## Base Petrel
En diciembre de 1952 la Armada Argentina instaló el Refugio Naval Petrel. Durante la Campaña Naval Antártica 1966/67 de Argentina se amplió la pista aérea existente convirtiéndola en una de 850 m de largo por 40 m de ancho, junto con balizas, un hangar metálico, y otras construcciones. El 23 de febrero de 1967 fue inaugurado el Destacamento Aeronaval Petrel o Estación Aeronaval Petrel. En agosto de 1971 fue el punto de partida del rescate de los heridos de la base británica Fossil Bluff. Un incendio en el invierno de 1974 obligó a su evacuación, reactivándosela en el verano siguiente. En febrero de 1978 pasó a ser una base temporaria de verano, y en la década de 1990 su nombre fue modificado a Base Petrel.

## Reclamaciones territoriales
Argentina incluye a la isla en el departamento Antártida Argentina dentro de la provincia de Tierra del Fuego, Antártida e Islas del Atlántico Sur; para Chile forma parte de la comuna Antártica de la provincia Antártica Chilena dentro de la Región de Magallanes y de la Antártica Chilena; y para el Reino Unido integra el Territorio Antártico Británico. Las tres reclamaciones están sujetas a las disposiciones del Tratado Antártico.
Nomenclatura de los países reclamantes:
- Argentina: isla Dundee
- Chile: isla Dundee
- Reino Unido: Dundee Island